# Scalopodontes
Scalopodontes — вимерлий рід тероцефалів, що існував на території Росії в пізній пермський період. Типовим видом є Scalopodontes kotelnichi. Скам'янілості знайдені в Соколківській зоні комплексу урпалівської формації.